# Los Blázquez
Los Blázquez és un municipi de la província de Còrdova a la comunitat autònoma d'Andalusia, a la comarca de Valle del Guadiato.

## Demografia
| 1996 | 1998 | 1999 | 2000 | 2001 | 2002 | 2003 | 2004 | 2005 | 2006 |
| ---- | ---- | ---- | ---- | ---- | ---- | ---- | ---- | ---- | ---- |
| 716  | 712  | 726  | 714  | 702  | 688  | 681  | 693  | 780  | 897  |